# Vuélveme a querer
Vuélveme a querer es una telenovela mexicana realizada por TV Azteca en colaboración con Venevisión Internacional, bajo la producción de Alicia Ávila. Se trata de una versión de la telenovela venezolana Destino de mujer producida en 1997.
Está protagonizada por Mariana Torres y Jorge Alberti; y con las participaciones antagónicas del primer actor Omar Fierro, Anna Ciocchetti, José Luis Franco y Cecilia Ponce. Cuenta además con las actuaciones estelares de Sonya Smith y Omar Germenos.

## Sinopsis
A causa de un asesinato Ricardo Robles se verá dividido entre su amor por Mariana Montesinos Acosta y su sed de venganza contra Samuel Montesinos. El drama se desata cuando Ignacio Reyez es asesinado por su enemigo, Samuel, cuando descubre está robando el dinero del subsidio agrícola del Estado. En su desesperación por no ir a la cárcel, Samuel huye y por el camino rapta y viola a la prometida de Ignacio, Liliana Acosta. La joven queda encinta y da a luz una niña, Mariana. Ricardo Robles, hijo de Ignacio, es testigo del asesinato y jura vengar la muerte de su padre. 
Así pasan los años, y él crece en la pobreza, pero su ánimo por salir adelante lo lleva a obtener una beca para estudiar en el extranjero y se convierte en un gran asesor financiero de importantes empresas internacionales. La vida se encarga de reunir a Mariana y Ricardo, quienes se enamoran, pero su felicidad se derrumba cuando él se entera de que su amada es la hija del hombre de quien juró vengarse.
Mariana es una joven bella que ha tenido lo mejor que la vida le puede dar y una gran apasionada de los caballos. La joven, que no sabe absolutamente nada de lo sucedido en el pasado, se enamora perdidamente de Ricardo, con el que su padre la obliga a casarse para salvarse de ir a la cárcel. Sólo cuando Ricardo comienza a despreciarla, Mariana se da cuenta de que ha sido víctima de una venganza.

## Historia
Ricardo Robles es un joven que busca desesperadamente al asesino de su padre, hasta que conoce a Mariana Montesinos, la hija del exitoso empresario, Samuel Montesinos y de su esposa Lorenza Acosta. Poco después Ricardo descubre que el padre de Mariana es el verdadero asesino de su padre, y hace un plan para vengarse del señor Montesinos quitándole las empresas y enamorando a Mariana, el problema es que ella tiene un novio cruel y avaricioso llamado Víctor Acevedo, el cual, es socio de Samuel, además de que Corina Nieto quiere impedir que su novio esté con Mariana con la ayuda de su padre, Jesús Nieto.
Por otra parte, Lorenza tiene que esconder a su hermana, Liliana Acosta, con la ayuda de un hombre llamado Aurelio para que todos la crean muerta, pues ella es la verdadera madre de Mariana. Pero con la ayuda de Ricardo, quien ya sabe que su padre se iba a casar con ella, la ayudará a recuperar a su hija.
Ricardo se casa con Mariana y la lleva de luna de miel a Acapulco ahí Ricardo tuvo un pleito con su hermana Támara quien se ve involucrada con Víctor el exnovio de Mariana. Esa noche vencidos por la pasión consuman su amor al otro día están muy contentos una al otro están en un yate. Mariana baja a responder el teléfono y es su papá quien le contesta Ricardo confunde las cosas y cree que Mariana lo estaba utilizando. La empieza a tratar mal regresan a Monterrey y Ricardo se quiere divorciar pero su Licenciado le dice que primero tienen que saber si Mariana no quedó embarazada. Ricardo se encuentra en el D.F. cuando recibe la noticia de que Mariana está embarazada el no quiere saber más de ella así que le deja el departamento y la abandona. Samuel le ha quitado todo a Mariana y a Ricardo por lo que él comienza a trabajar de taxista. Él estaba en el taxi y por casualidad descubre a Mariana que está a punto de dar a luz y detienen el taxi que él maneja y la lleva al Hospital que va a tener a su bebé. Mariana tiene que salir y deja al niño encargado con una de sus alumnas quien después de un rato nota que el niño que estaba enfermo en ese momento llega Corina y se lleva al niño al Hospital. 
Corina acusa a Mariana de ser irresponsable y logra que le quiten al niño, Mariana tendrá que luchar por su hijo y aunque lo niegue sigue amando a Ricardo pero también lo odia por usarla. Ricardo por no soportar ver que Mariana lo desprecia decide devolverle al niño. Pero lo que no sabe es que Corina soborno a la juez para que no le devuelva la custodia a Mariana. A pesar de la decisión de la juez Ricardo le devuelve el niño a Mariana. Mariana le agradece a Ricardo por haberle devuelto a su hijo.

## Elenco
- Mariana Torres - Mariana Montesinos Acosta de Robles
- Jorge Alberti - Ricardo Robles Garza
- Sonya Smith - Liliana Acosta
- Omar Fierro - Samuel Montesinos
- Anna Ciocchetti - Lorenza Acosta de Montesinos
- José Luis Franco - Víctor Acevedo
- Cecilia Ponce - Corina Nieto Ascaño
- Omar Germenos - Ignacio Reyes
- Martha Mariana Castro - Irene Robles Garza
- Luis Miguel Lombana - Héctor Robles
- Ramiro Fumazoni - Julio Peña
- Liz Gallardo - Nora Mejía
- Mayra Rojas - Carmela Mejía
- Manuel Balbi - Rafael Mejía
- René Gatica - Elías Tamayo
- Carmen Delgado - Rosa María Muñiz
- Fernando Sarfatti - Jesús Nieto
- Roberto Montiel - Dr. Aurelio Ruíz
- Eva Prado - Ángela Ascaño
- Adriana Parra - Gregoria
- Ramiro Huerta - Lucio Roldán
- Enoc Leaño - Rigoberto Mejía
- Dora Cordero - Dolores de Mejía
- Heriberto Méndez - Santiago Muñiz
- Raki - Alcalde Ortiz
- Jorge Luis Vázquez - José Manuel Robles Garza
- Angélica Magaña - Tamara Robles Garza de Acevedo
- Estela Calderón - Claudia Villegas
- Ximena Muñoz - Estela Ramírez
- Sylvia Sáenz - Isabel Mejía
- Alan Chávez - Enrique Mejía
- Carlos Torres - Alfredo Peña
- Ramón Medina - Arturo
- Jenny Moreno - Martha Ortiz
- Héctor Silva - Pedro Rondón
- Mauricio Hess - Bernardo Peña
- Lucía Leyba - Romina #1
- Rosario Zúñiga - Leticia
- Marina Vera - Laura
- Arnoldo Picazzo - Padre Martín
- Teresa Selma - Mirella
- Mariana Beyer - Rubí Peña
- Emiliano Fraga - Memito Moreno
- Alejandra Briseño - Patricia
- Siari Schulz - Romina #2
- Alexandra Vicencio - Elvira Rondón
- Leticia Pedrajo - Nelida
- Daniela Torres - Teresa
- María Hiromi - Berta
- Tatiana Martínez - Magali Márquez
- Julieta Rosen- Valeria
- Víctor Luis Zúñiga - Ned
- Elisa Jaimes - Lorena Ochoa

## Versiones
- Vuélveme a querer es una versión de la telenovela venezolana Destino de mujer, hecha por Venevisión en 1997, producida por César Bolívar y Rafael Gómez y protagonizada por Sonya Smith y Jorge Reyes.